# فرد کلاوس
فرد کلاوس (انگلیسی: Fred Claus) فیلمی در ژانر کمدی به کارگردانی دیوید دابکین است که در سال ۲۰۰۷ منتشر شد.

## بازیگران
- وینس وان
- پل جیاماتی
- جان مایکل هیگینس
- کوین اسپیسی
- میراندا ریچاردسون
- ریچل وایس
- کتی بیتس
- تروور پیکاک
- الیزابت بنکس
- جرمی سوئیفت
- فرانک استالونه
- استیون بالدوین
- لیام جیمز
- لوداکریس